# Dis oui
Dis oui is een nummer van Mélanie Cohl. Het was tevens het nummer waarmee ze België vertegenwoordigde op het Eurovisiesongfestival 1998 in de Britse stad Birmingham. Daar werd ze uiteindelijk zesde, met 122 punten.

## Resultaat
| Plaats | Land      | Artiest      | Titel                 | Punten |
| ------ | --------- | ------------ | --------------------- | ------ |
| 5      | Kroatië   | Danijela     | Neka mi ne svane      | 131    |
| 6      | België    | Mélanie Cohl | Dis oui               | 122    |
| 7      | Duitsland | Guildo Horn  | Guildo hat euch lieb! | 86     |